# Чирвинский, Владимир Николаевич
Влади́мир Никола́евич Чирви́нский (15 [27] сентября 1883, Петровско-Разумовское, Московская губерния — 23 февраля 1942, Киев) — советский учёный-геолог, петрограф, минералог, доктор геолого-минералогических наук (1938), профессор.

## Биография
Родился 15 (27) ноября 1883 года в Петровско-Разумовском (ныне Москва), Российская империя. Сын основоположника экспериментальной зоотехники Н. П. Чирвинского.
Брат геолога П. Н. Чирвинского.
В 1907 году окончил Киевский университет Св. Владимира.
С 1911 преподавал геологию и минералогию в вузах Киева: Киевский университет, Киевский политехнический институт и других.
С 1919 работал в Украинском геологическом комитете, с 1923 года реорганизованном в Украинское отделение Геологического комитета.
С 1938 года научный сотрудник Института геологических наук АН УССР в Киеве.
С сентября 1941 года жил в оккупированном Киеве.
Умер 23 февраля 1942 года в Киеве, от голода и воспаления лёгких. Похоронен на Лукьяновском кладбище.

## Семья
Жена (с 1909) — Едена Ивановна (в дев. Дуброво).
- Дочь — Чирвинская, Марина Владимировна (1912—1994), работала главным геологом треста «Укргеофизразведка», Герой Социалистического Труда, лауреат Государственной премии Украинcкой ССР за участие в открытии нефтяных и газовых месторождений Днепровско-Донецкой впадины и Предкарпатья.
  - Внуки: Татьяна (род. 1936), Владимир (1940—1943), Леонид (род. 1947).

## Научная деятельность
Автор более 100 научных трудов по четвертичной геологии, инженерной геологии, минералогии, кристаллографии, петрографии изверженных и осадочных горных пород и связанных с ними полезных ископаемых, в частности, бурого угля.
Участвовал в проведении геологических съёмок Украины. Составил геологическое описание территории Киева и его окрестностей.

## Избранные труды
- «Фосфориты Украины», К. 1918;
- «Главные полезные ископаемые Украины в связи с её геологической прошлым», К. 1919;
- «Материалы к познанию буроугольных местонахождений УССР», ч. 2 — 3. X. 1939.
- «Геологический путеводитель по Киеву»